# Spartaco (tragedia)
Spartaco è una tragedia che Alessandro Manzoni progettò nel 1821. L'autore raccolse una certa mole di materiale per l'opera, rimasta però solo nelle sue intenzioni. In proposito, Manzoni ha lasciato alcuni appunti autografi che permettono di individuare quale avrebbe dovuto essere il piano dell'opera. Occupato nello stesso periodo dalla stesura del Fermo e Lucia, lo scrittore preferì accantonare l'opera teatrale. Dopo l'aprile 1822 abbandonò definitivamente il lavoro.